# 미즈모토촌 (아오모리현)
미즈모토촌(水元村)은 아오모리현 니시쓰가루군에 설치되었던 촌이다. 현재의 기타쓰가루군 쓰루타정에 해당한다.

## 연혁
1889년 4월 1일 - 정촌제 시행으로 니시쓰가루군 노기무라촌, 오바라무라촌, 묘도사키촌, 기쓰무라촌이 합병해 미즈모토촌이 성립하였다.
1955년 3월 1일 - 기타쓰가루군 쓰루타정·우메자와촌·로쿠고촌과 합병해, 쓰루타정을 신설해 소멸하였다.